# Arsy
Arsy est une commune française située dans le département de l'Oise en région Hauts-de-France.

## Géographie

### Description

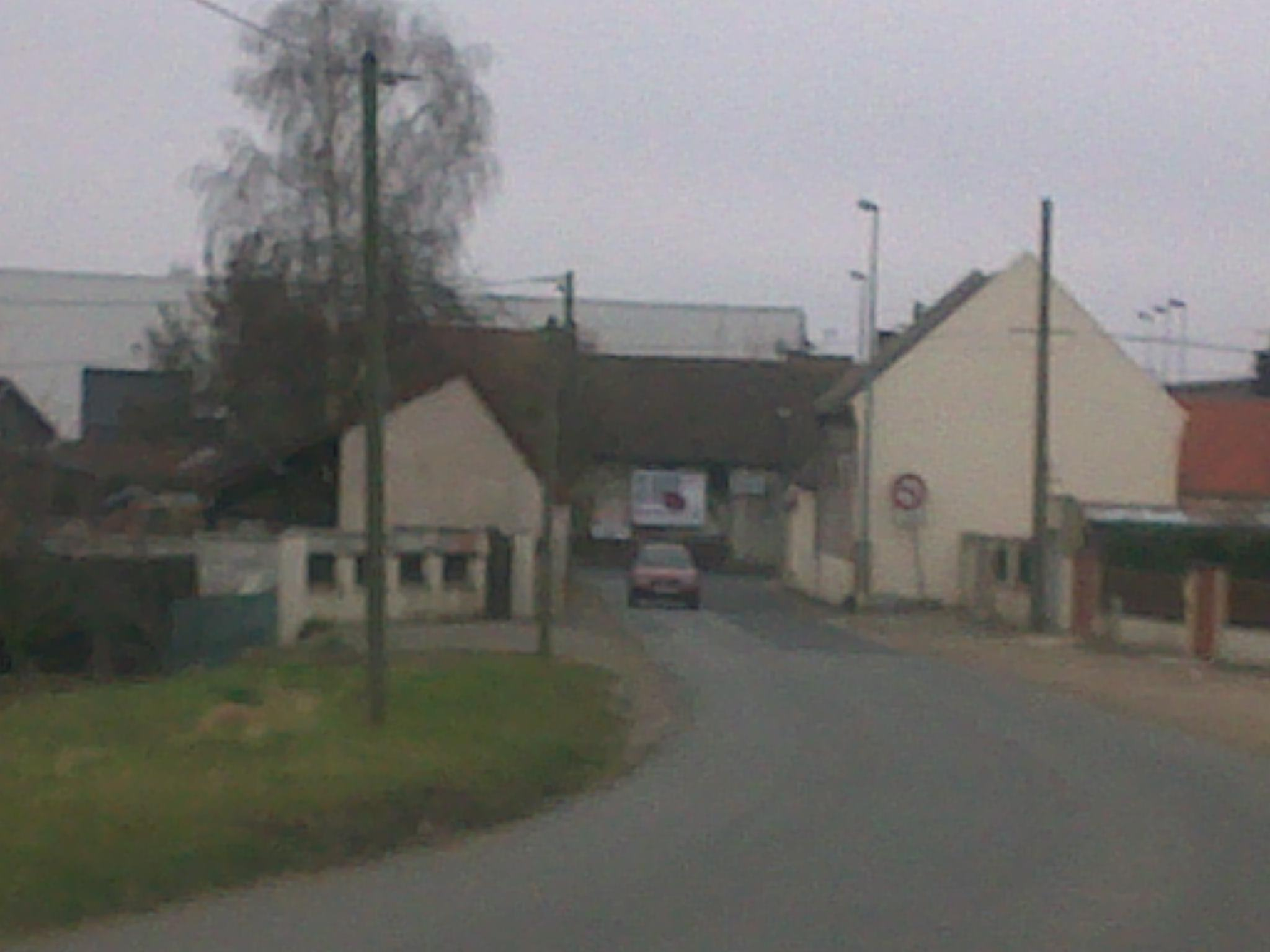
Ambiance du village : la rue d'En Bas, le pont de l'autoroute.

La commune, traversée par l'autoroute A1, dispose de la sorte no 10 qui la connecte à la route nationale 31 qui dessert le village. Elle est également traversée par la LGV Nord

### Communes limitrophes
|              | Remy  |            |
| Moyvillers   | Arsy  | Jonquières |
| Grandfresnoy | Canly |            |

### Hydrographie
La commune est située dans le bassin Seine-Normandie. Elle n'est drainée par aucun cours d'eau,.

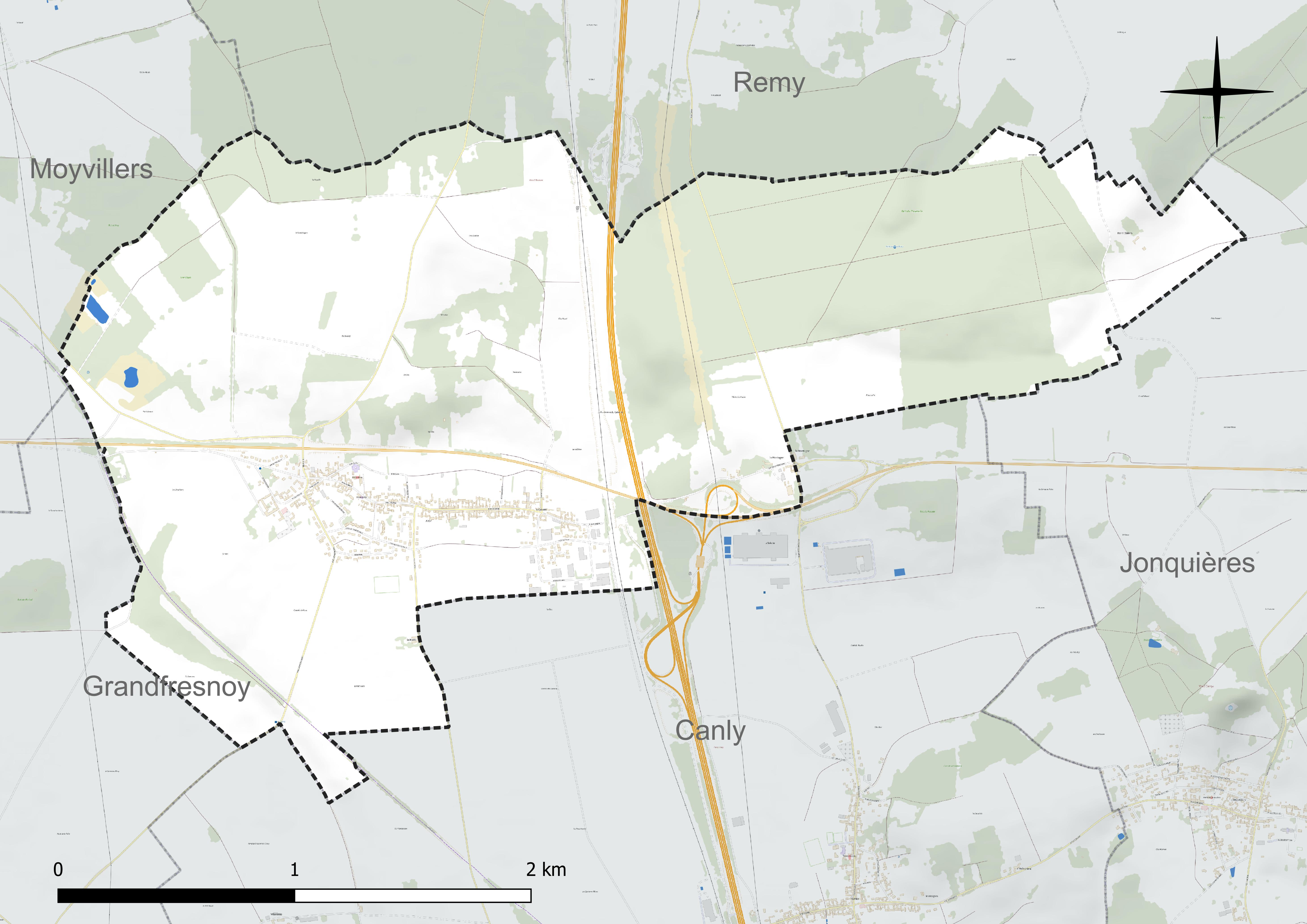
Réseau hydrographique d'Arsy.

### Climat
Pour des articles plus généraux, voir Climat des Hauts-de-France et Climat de l'Oise.
En 2010, le climat de la commune est de type climat océanique dégradé des plaines du Centre et du Nord, selon une étude du CNRS s'appuyant sur une série de données couvrant la période 1971-2000. En 2020, Météo-France publie une typologie des climats de la France métropolitaine dans laquelle la commune est dans une zone de transition entre le climat océanique et le climat océanique altéré et est dans la région climatique Nord-est du bassin Parisien, caractérisée par un ensoleillement médiocre, une pluviométrie moyenne régulièrement répartie au cours de l'année et un hiver froid (3 °C).
Pour la période 1971-2000, la température annuelle moyenne est de 10,7 °C, avec une amplitude thermique annuelle de 14,7 °C. Le cumul annuel moyen de précipitations est de 672 mm, avec 11 jours de précipitations en janvier et 8,1 jours en juillet. Pour la période 1991-2020, la température moyenne annuelle observée sur la station météorologique la plus proche, située sur la commune de Margny-lès-Compiègne à 11 km à vol d'oiseau, est de 11,2 °C et le cumul annuel moyen de précipitations est de 633,5 mm,. Pour l'avenir, les paramètres climatiques de la commune estimés pour 2050 selon différents scénarios d'émission de gaz à effet de serre sont consultables sur un site dédié publié par Météo-France en novembre 2022.

## Urbanisme

### Typologie
Au 1er janvier 2024, Arsy est catégorisée bourg rural, selon la nouvelle grille communale de densité à sept niveaux définie par l'Insee en 2022.
Elle est située hors unité urbaine. Par ailleurs la commune fait partie de l'aire d'attraction de Compiègne, dont elle est une commune de la couronne,. Cette aire, qui regroupe 101 communes, est catégorisée dans les aires de 50 000 à moins de 200 000 habitants,.

### Occupation des sols
L'occupation des sols de la commune, telle qu'elle ressort de la base de données européenne d'occupation biophysique des sols Corine Land Cover (CLC), est marquée par l'importance des territoires agricoles (59,7 % en 2018), une proportion sensiblement équivalente à celle de 1990 (60 %). La répartition détaillée en 2018 est la suivante : 
terres arables (44 %), forêts (28,2 %), zones agricoles hétérogènes (10,4 %), zones urbanisées (7,5 %), prairies (5,2 %), zones industrielles ou commerciales et réseaux de communication (4,6 %). L'évolution de l'occupation des sols de la commune et de ses infrastructures peut être observée sur les différentes représentations cartographiques du territoire : la carte de Cassini (XVIIIe siècle), la carte d'état-major (1820-1866) et les cartes ou photos aériennes de l'IGN pour la période actuelle (1950 à aujourd'hui).

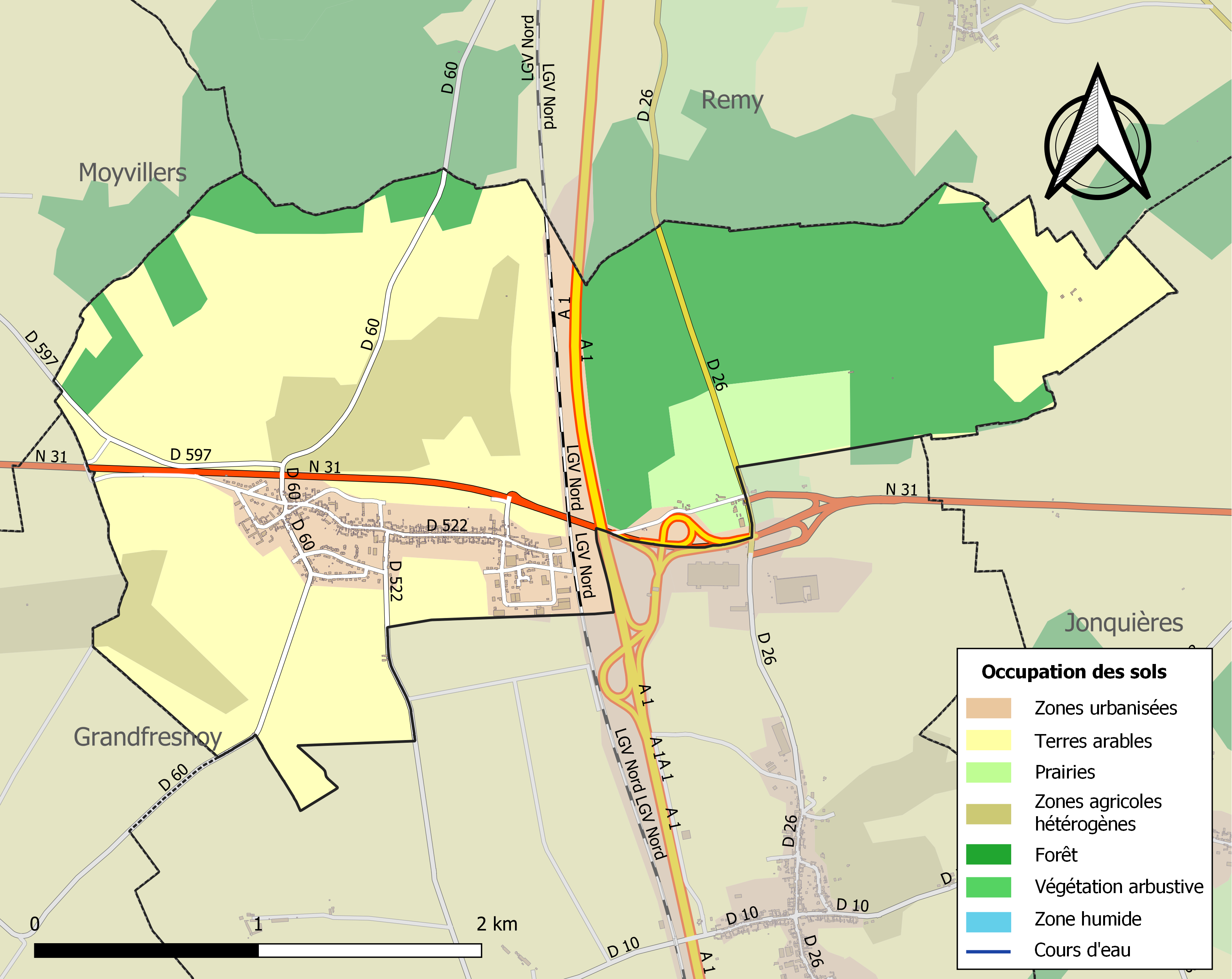
Carte des infrastructures et de l'occupation des sols de la commune en 2018 (CLC).

### Habitat et logement
En 2018, le nombre total de logements dans la commune était de 354, alors qu'il était de 339 en 2013 et de 319 en 2008.
Parmi ces logements, 94,3 % étaient des résidences principales, 1,4 % des résidences secondaires et 4,2 % des logements vacants. Ces logements étaient pour 91,4 % d'entre eux des maisons individuelles et pour 8,6 % des appartements.
Le tableau ci-dessous présente la typologie des logements à Arsy en 2018 en comparaison avec celle de l'Oise et de la France entière. Une caractéristique marquante du parc de logements est ainsi une proportion de résidences secondaires et logements occasionnels (1,4 %) inférieure à celle du département (2,5 %) mais supérieure à celle de la France entière (9,7 %). Concernant le statut d'occupation de ces logements, 79,5 % des habitants de la commune sont propriétaires de leur logement (80,3 % en 2013), contre 61,4 % pour l'Oise et 57,5 pour la France entière.
| Typologie                                               | Arsy | Oise | France entière |
| ------------------------------------------------------- | ---- | ---- | -------------- |
| Résidences principales (en %)                           | 94,3 | 90,4 | 82,1           |
| Résidences secondaires et logements occasionnels (en %) | 1,4  | 2,5  | 9,7            |
| Logements vacants (en %)                                | 4,2  | 7,1  | 8,2            |

### Voies de communication et transports
La commune est desservie, en 2023, par les lignes 659, 6301, 6324 et 6343 du réseau interurbain de l'Oise.

## Toponymie
Le nom de la localité est attesté sous les formes Harsi (1186) ; Arsiz (1190) ; Petrus de arciaco (vers 1200) ; Arsiacum (1230) ; Arsis (1231) ; Arziz (1231) ; in territorio de Harsi (1239) ; de Arsyaco (1306) ; Arsi (1420) ; Arcyacum in campania (1466) ; Arcy en la campagne (vers 1500) ; Arcy en la compaigne (1536) ; Arsy en la campagne (1540) ; Arsy en campagne (1598) ; Arsy en Champagne (XVIe) ; ecclesia sancti Medardi de Arsi (XVIe) ; Arcy (1667) ; Arcy en Campagne (1720) ; Arsy (1840).

## Histoire
Le château d'Arsy, construit au milieu du XVIIe siècle près de l'église au lieu-dit « Le Parc », a été démoli à la Révolution française en 1802. il était entouré de jardins anglais et d'un magnifique parc dessiné par l'architecte Chalyrin.
Au XIXe siècle, le village compte deux moulins à vent, des cendrières et des tuileries. Le Moulin Coutellier, bâti au XIXe siècle en bois, est reconstruit en briques en 1854 avant de cesser de fonctionner en 1894.
La gare d'Arsy - Moyvillers, qui a fonctionné de 1882 à 1939, se trouvait sur l'ancienne ligne d'Ormoy-Villers à Boves.

## Politique et administration

### Rattachements administratifs et électoraux

#### Rattachements administratifs
La commune se trouve dans l'arrondissement de Compiègne du département de l'Oise.
Elle faisait partie depuis 1802 du canton d'Estrées-Saint-Denis. Dans le cadre du redécoupage cantonal de 2014 en France, cette circonscription administrative territoriale a disparu, et le canton n'est plus qu'une circonscription électorale.

#### Rattachements électoraux
Pour les élections départementales, la commune fait partie depuis 2014 d'un nouveau  canton d'Estrées-Saint-Denis
Pour l'élection des députés, elle fait partie de la cinquième circonscription de l'Oise.

### Intercommunalité
Arsy est membre de la communauté de communes de la Plaine d'Estrées, un établissement public de coopération intercommunale (EPCI) à fiscalité propre créé en 1997et auquel la commune a transféré un certain nombre de ses compétences, dans les conditions déterminées par le code général des collectivités territoriales.

### Liste des maires
| Période                                  | Période                       | Identité        | Étiquette | Qualité        |
| ---------------------------------------- | ----------------------------- | --------------- | --------- | -------------- |
| Les données manquantes sont à compléter. |                               |                 |           |                |
| mars 2001                                | mars 2008                     | Bernard Vervel  | DVG       |                |
| mars 2008                                | 2012                          | Michel Epinay   |           | Démissionnaire |
| 2012                                     | mai 2020                      | Robert Duvignon |           | Cadre retraité |
| mai 2020                                 | En cours (au 2 décembre 2020) | Joël Thibault   |           |                |

## Équipements et services publics

### Eau et déchets
L'adduction d'eau est améliorée en 2019, lorsqu'est réalisée une canalisation permettant d'utiliser le captage implanté à Grandfresnoy, et qui permet d'assurer un débit permettant d'assurer la défense incendie du village.

### Enseignement
Les enfants de la commune sont scolarisés avec ceux de Moyvillers dans le cadre d'un regroupement pédagogique intercommunal (RPI) , qui s'est doté en 2020 d'un bâtiment périscolaire à Moyvillers.
L'école d'Arsy, dont le bâtiment date de 2019 et dénommée école Séraphine-Louis compte trois classes en 2020-2021,.

## Population et société

### Démographie

#### Évolution démographique
L'évolution du nombre d'habitants est connue à travers les recensements de la population effectués dans la commune depuis 1793. Pour les communes de moins de 10 000 habitants, une enquête de recensement portant sur toute la population est réalisée tous les cinq ans, les populations de référence des années intermédiaires étant quant à elles estimées par interpolation ou extrapolation. Pour la commune, le premier recensement exhaustif entrant dans le cadre du nouveau dispositif a été réalisé en 2007.

En 2022, la commune comptait 817 habitants, en évolution de +5,83 % par rapport à 2016 (Oise : +0,87 %, France hors Mayotte : +2,11 %).
| 1793 | 1800  | 1806 | 1821 | 1831 | 1836 | 1841 | 1846 | 1851 |
| ---- | ----- | ---- | ---- | ---- | ---- | ---- | ---- | ---- |
| 631  | 1 026 | 714  | 702  | 799  | 789  | 741  | 740  | 753  |

| 1856 | 1861 | 1866 | 1872 | 1876 | 1881 | 1886 | 1891 | 1896 |
| ---- | ---- | ---- | ---- | ---- | ---- | ---- | ---- | ---- |
| 741  | 725  | 654  | 643  | 662  | 625  | 581  | 543  | 531  |

| 1901 | 1906 | 1911 | 1921 | 1926 | 1931 | 1936 | 1946 | 1954 |
| ---- | ---- | ---- | ---- | ---- | ---- | ---- | ---- | ---- |
| 517  | 486  | 478  | 474  | 459  | 443  | 460  | 470  | 467  |

| 1962 | 1968 | 1975 | 1982 | 1990 | 1999 | 2006 | 2007 | 2012 |
| ---- | ---- | ---- | ---- | ---- | ---- | ---- | ---- | ---- |
| 411  | 453  | 506  | 650  | 871  | 898  | 811  | 798  | 783  |

| 2017 | 2022 | - | - | - | - | - | - | - |
| ---- | ---- | - | - | - | - | - | - | - |
| 770  | 817  | - | - | - | - | - | - | - |

#### Pyramide des âges
En 2018, le taux de personnes d'un âge inférieur à 30 ans s'élève à 30,3 %, soit en dessous de la moyenne départementale (37,3 %). À l'inverse, le taux de personnes d'âge supérieur à 60 ans est de 32,0 % la même année, alors qu'il est de 22,8 % au niveau départemental.
En 2018, la commune comptait 384 hommes pour 379 femmes, soit un taux de 50,33 % d'hommes, légèrement supérieur au taux départemental (48,89 %).
Les pyramides des âges de la commune et du département s'établissent comme suit.
| Hommes | Classe d’âge | Femmes |
| ------ | ------------ | ------ |
| 0,3    | 90 ou +      | 0,3    |
| 7,1    | 75-89 ans    | 7,3    |
| 23,3   | 60-74 ans    | 25,9   |
| 21,7   | 45-59 ans    | 21,6   |
| 15,1   | 30-44 ans    | 16,8   |
| 15,4   | 15-29 ans    | 12,7   |
| 17,1   | 0-14 ans     | 15,6   |

| Hommes | Classe d’âge | Femmes |
| ------ | ------------ | ------ |
| 0,5    | 90 ou +      | 1,4    |
| 5,5    | 75-89 ans    | 7,6    |
| 15,6   | 60-74 ans    | 16,3   |
| 20,8   | 45-59 ans    | 20     |
| 19,4   | 30-44 ans    | 19,4   |
| 17,6   | 15-29 ans    | 16,2   |
| 20,6   | 0-14 ans     | 19,1   |

## Culture locale  et patrimoine

### Lieux et monuments

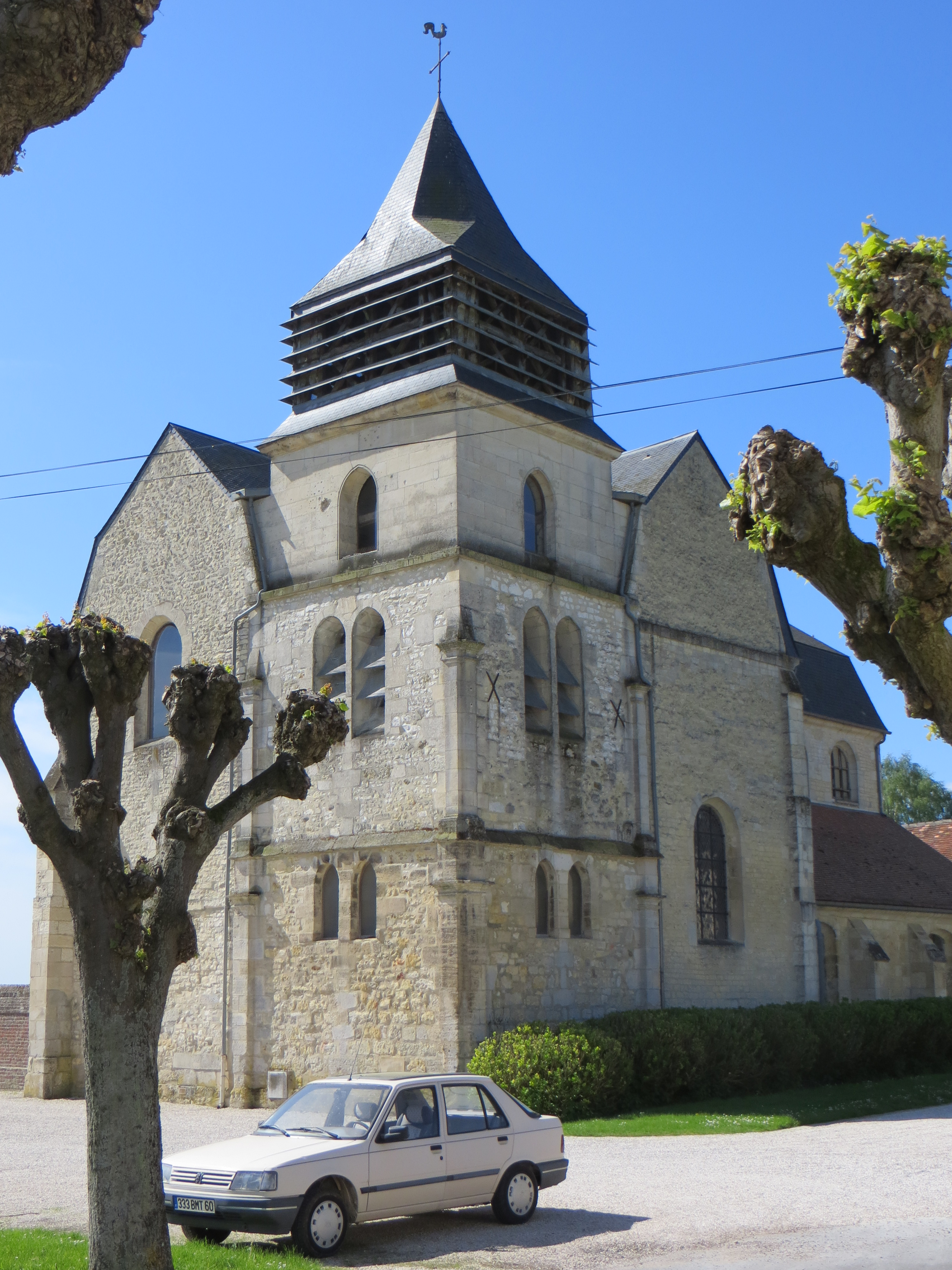
Église Saint-Médard - Cloche de l'église à 11h30 : Fichier:Arsy - Église Saint-Médard - 11h30.ogg

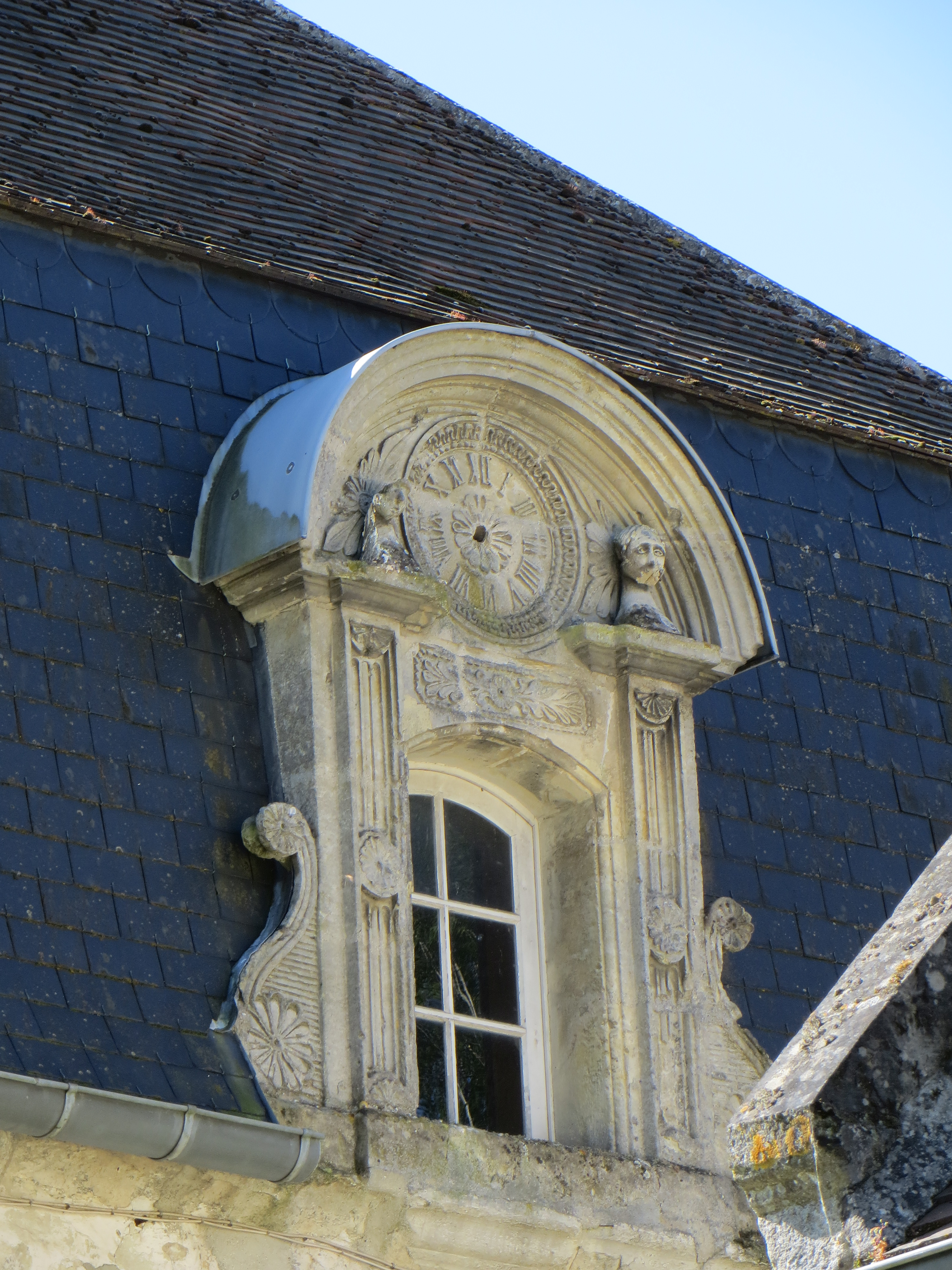
Fernêtre ornée, près de l'église.

- Église Saint-Médard des XVIIe et XIXe siècles. Elle contient le caveau des seigneurs d'Arsy, disparus entre les XVIIe et XVIIIe siècles[15].
- La coulée verte, aménagée sur le tracé de l'ancienne ligne d'Ormoy-Villers à Boves, relie Rivecourt à Estrées-Saint-Denis[28].

### Personnalités liées à la commune
- Louis de Gouy d'Arsy (1717-1790), marquis d'Arsy, filleul de Louis XV, lieutenant général du Vexin français et seigneur de Ressons-sur-Matz[15]..
- Louis-Marthe de Gouy d'Arsy (1753-1794), marquis d'Arsy, son fils, colonel des dragons de la Reine, député de Saint-Domingue aux Etats Généraux, grand bailly d'Epée et maire de Moret-sur-Loing, guillotiné à la suite de la « Conspiration des prisons » en thermidor.
- Suzanne Françoise Marquant, née à Arsy le 13 septembre 1761, fille de jardinier au château d'Arsy, est la seconde épouse du peintre Philibert-Louis Debucourt.
- Alexandre-Gabriel Decamps, peintre qui joua un rôle déterminant dans l'émergence du réalisme, continuateur de  Géricault et précurseur de Millet, a passé trois années de son enfance à Arsy qui lui ont donné le goût des sujets de la vie populaire à la campagne.
- Séraphine de Senlis, (de son vrai nom Séraphine Louis), née à Arsy en 1864, était une artiste-peintre de Senlis. Son œuvre, rattachée à l'art naïf[15]. inspirera Jean Dubuffet et Gaston Chaissac[réf. nécessaire]. L'école de la commune porte son nom.

### Héraldique
| Blason de Arsy | Blason  | D'or aux trois maillet de sinople à la barre de gueules brochant sur le tout. |
| Blason de Arsy | Détails | Le statut officiel du blason reste à déterminer.                              |